# Słonecznik (gmina)
Słonecznik (1945–46 jako Wesołowo) – dawna gmina wiejska istniejąca w latach 1945–1954 w woj. olsztyńskim (jej dawny obszar należy obecnie do powiatu ostródzkiego w woj. warmińsko-mazurskim). Siedzibą władz gminy był Słonecznik (niem. Sonnenborn).
Gmina Wesołowo powstała 30 października 1945 w powiecie morąskim na obszarze okręgu mazurskiego, na terenie tzw. Ziem Odzyskanych. 28 czerwca 1946 roku jako jednostka administracyjna powiatu morąskiego gmina weszła w skład nowo utworzonego woj. olsztyńskiego. 14 lutego 1946 gminę zamieszkiwało 2387 mieszkańców
Według stanu z 1 lipca 1952 roku gmina Słonecznik była podzielona na 5 gromad: Bartężek, Bożęcin, Raj, Słonecznik i Wenecja.
Gmina została zniesiona 29 września 1954 wraz z reformą wprowadzającą gromady w miejsce gmin. Jednostki nie przywrócono 1 stycznia 1973 po reaktywowaniu gmin.